# Jossie Nikita
Jossie Nikita Marques Spear (Maracaibo, Venezuela, 8 de mayo de 1989) es una modelo venezolana. En 2008 fue ganadora del concurso Miss Mundo Latina. Para 2009 estudiaba Teatro en la Universidad de Florida Central.[cita requerida] Nikita es prima de la también modelo Mónica Spear.